# Römersteine aus Hernals

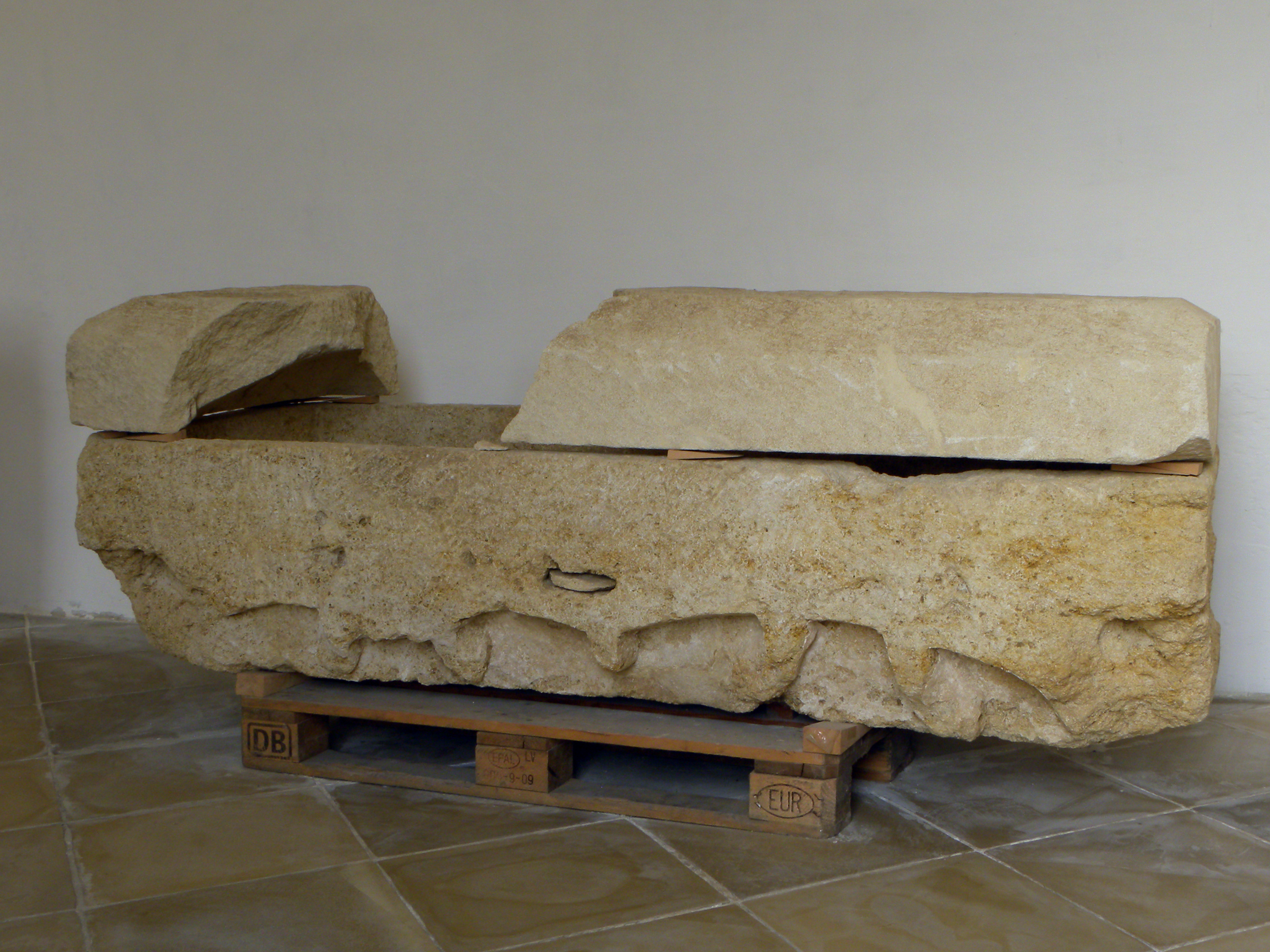
Römischer Sarkophag mit Deckel aus der Fundstelle in Hernals

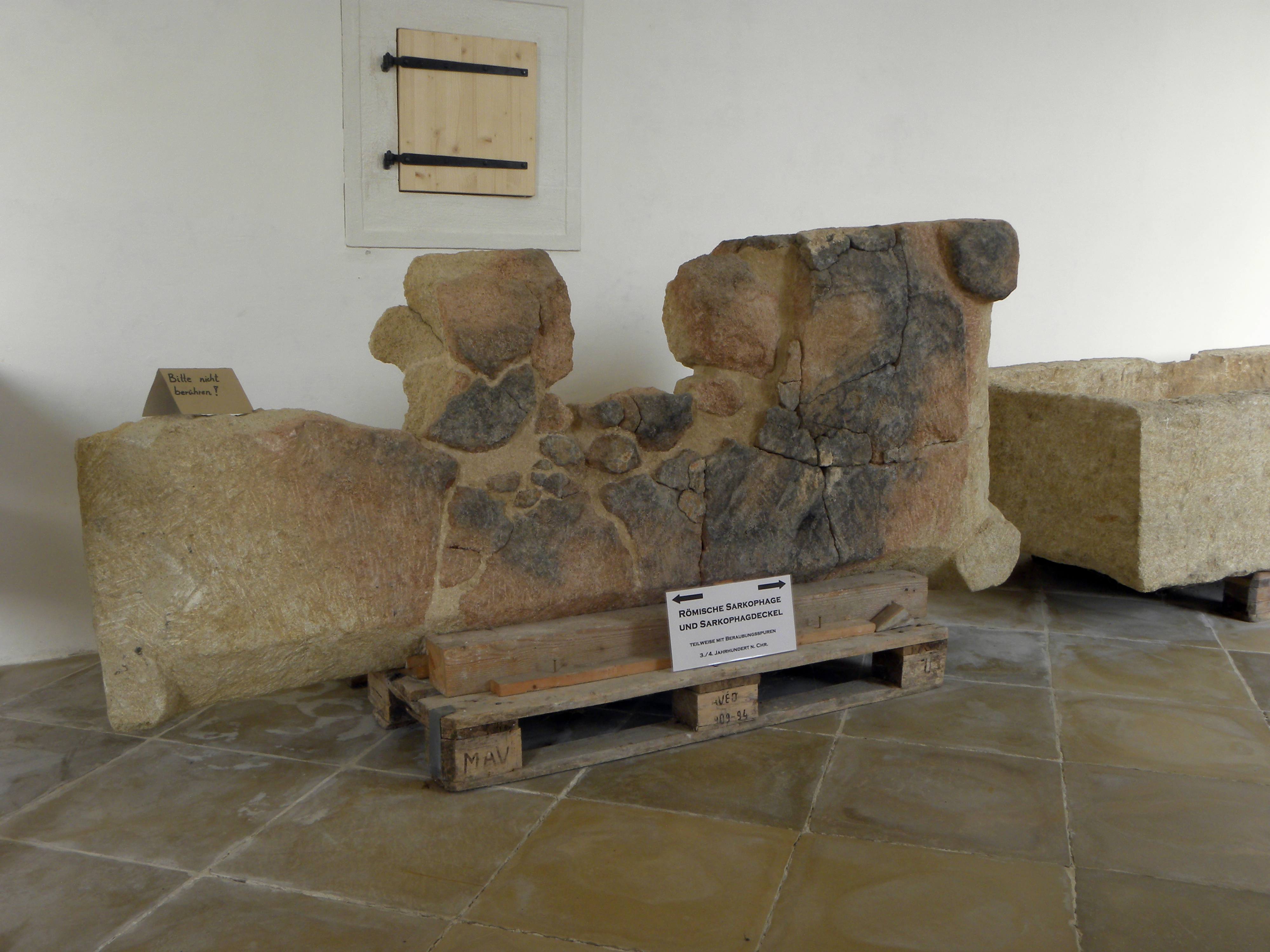
Römischer Sarkophagdeckel mit sichtbaren Spuren eines Grabraubes

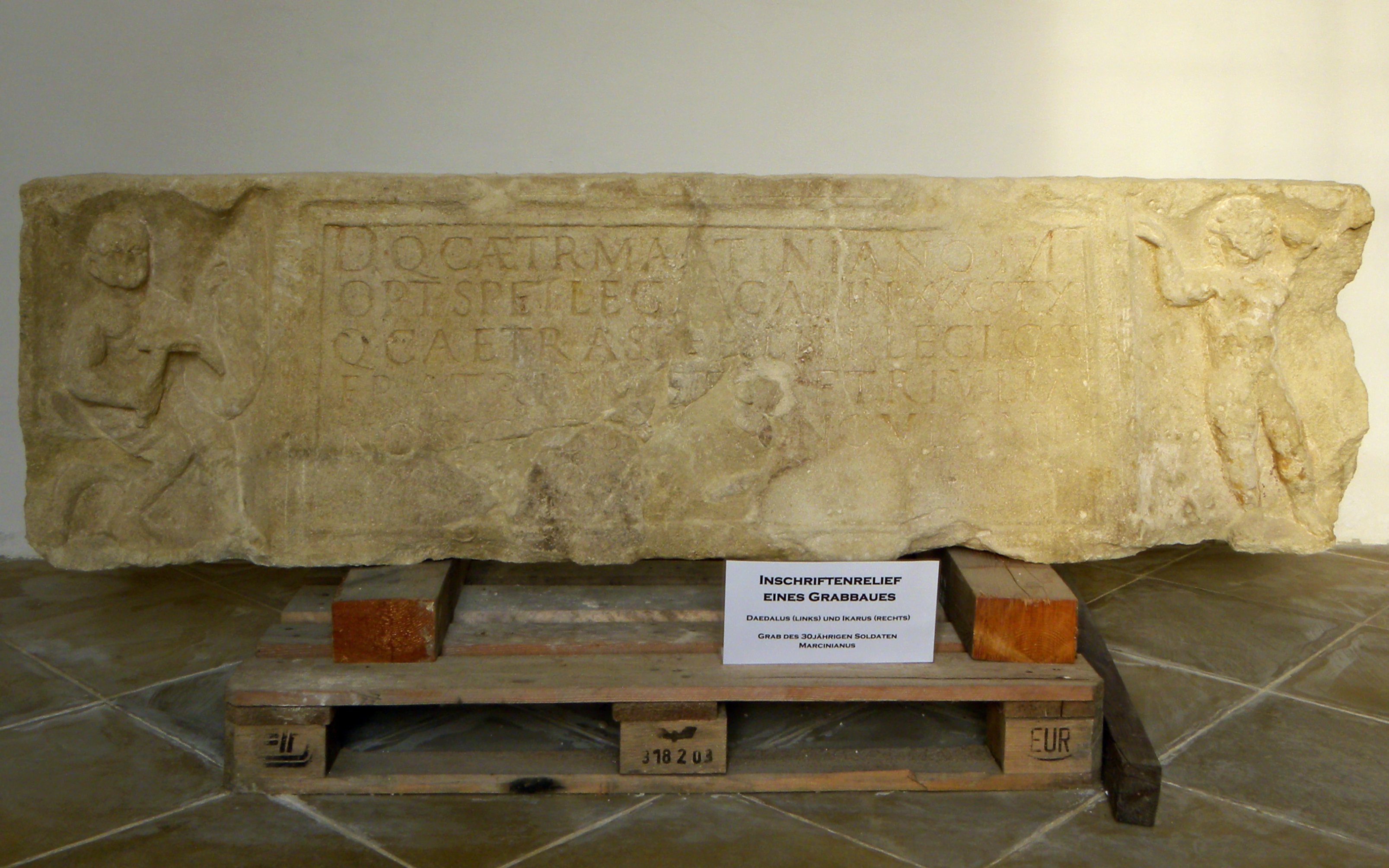
Grabinschrift eines Veteranen der Zehnten Legion mit den Darstellungen von Daedalus und Ikarus

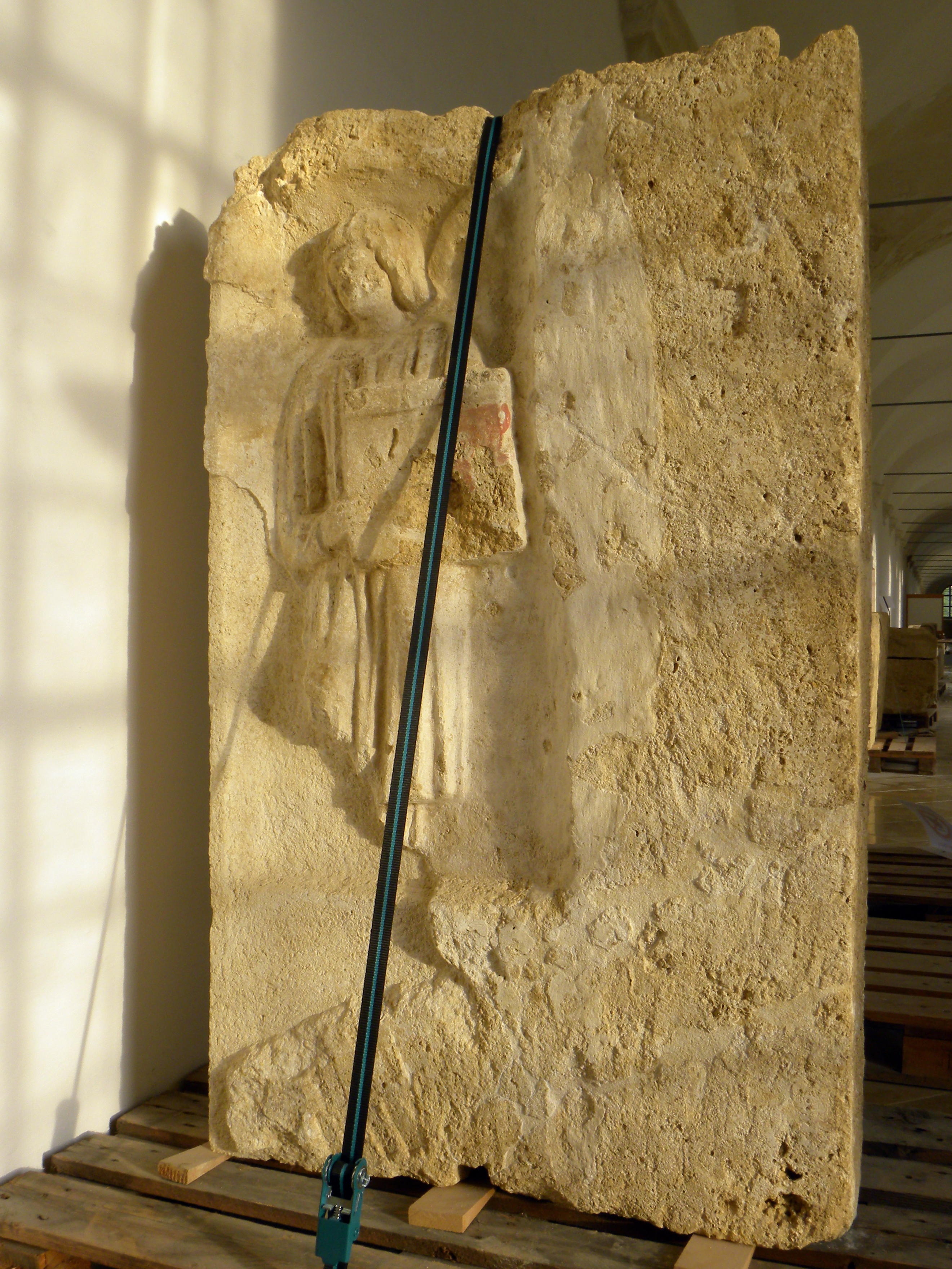
Römische Grabplatte mit sichtbarer Bemalung

Bei den Römersteinen aus Hernals handelt es sich um vier Sarkophage, vier beidseitig reliefierte und bemalte Steinplatten sowie rund vierhundert Bruchstücke, die teilweise ebenfalls figural gestaltet oder mit Inschriften versehen sind. Sie wurden am 28. August 2003 in der Ottakringer Straße 16 im Wiener Bezirk Hernals bei Baggerarbeiten entdeckt und vom Bundesdenkmalamt geborgen. Laut Bundesdenkmalamt handelt es sich um den bedeutendsten Römersteinfund der letzten Jahrzehnte in Österreich. Die spektakulärsten Fundstücke sind in der Kartause Mauerbach ausgestellt.

## Einzelheiten des Fundes
Im Bereich der Baustelle konnten insgesamt vier Gräber gefunden werden, die aus Trümmern älterer römischer Grabmonumente errichtet worden waren und einen ehemaligen Friedhof an der Stelle vermuten lassen. In den auffallend großen, zusätzlich mit Steinplatten umstellten und abgedeckten Sarkophagen und Steinkisten fanden sich Skelette großgewachsener Menschen, deren robuste Knochen typische Reitspuren zeigen. Drei der Personen waren über 45 bis 50 Jahre alt, eine Frau vermutlich sogar über 60. Die Anlage der Gräber wurde aufgrund der Besonderheiten im Frühmittelalter vermutet. Mittels  Radiocarbonuntersuchungen konnten die Bestattungen genauer und zwar in das späte 5. bis frühe 6. Jahrhundert datiert werden.
Durchgeglühtes Erdreich und rot gefärbte, rußige Steine lassen bei zumindest einem Grab darauf schließen, dass Grabräuber – noch im Frühmittelalter – einen Schacht gegraben und darin Feuer gelegt hatten, um anschließend die mürb gewordenen Grabplatten aufzubrechen. Zur Errichtung der Gräber verwendete man römische Spolien, die vermutlich in der näheren Umgebung gefunden worden waren.

## Die Spolien: Grabdenkmäler der X. Legion
Diese aus Sandstein gefertigten, kaiserzeitlichen Grabdenkmäler werden in das 2./3. Jahrhundert n. Chr. datiert und gehörten Angehörigen und Veteranen der in Wien stationierten Zehnten Legion (Legio X Gemina). Die mythologischen Szenen auf den ungewöhnlich großen, beidseitig reliefierten und bemalten Platten, die insbesondere Daedalus und Ikarus, Dioskurides, Achilleus auf Skyros und vermutlich auch Venus zeigen, passen ebenfalls in die Zeit der römischen Provinzen Noricum und Pannonien. Auch die Darstellungen von Tierjagden, Meeresfabelwesen oder Dienern und Dienerinnen, die Kästchen und Trinkgefäße in der Hand halten, gehören zum Repertoire dieser Zeit. Bei der Restaurierung wurden abgebrochene Teile mit Zweikomponentenharz angeklebt, besonders schwere Teile stützte man mit Kohlenstofffaser–Armierungen. Kunststein setzte man nur dort ein, wo es für die Stabilität erforderlich war und die Interpretation des originalen Bildes dadurch nicht erschwert wird.

## Die Bemalung
Die Restauratoren stießen bei ihrer mit Skalpell und Pinsel verrichteten Arbeit an den Steinplatten auf mehrere Stellen, an denen die raue Sandsteinoberfläche mit einer relativ dicken, in den Farben Grün und Blauviolett gehaltenen Kalkmörtelschicht überzogen wurde. Aufgesetzte rote Linien waren für die Betonung plastischer Formen ebenso dienlich wie für den modellierenden Künstler als Hilfslinien. An Pigmenten wurden die im Kalkbindemittel beständigen Erdfarben Eisenoxid, Grüne Erde, Ocker und Ruß verwendet. Die verschiedenen Schichten haben sich durch die Malweise in Freskotechnik gut und haltbar miteinander verbunden. Bei der umsichtigen Reinigung konnte teilweise die Struktur des Pinselstrichs wieder sichtbar gemacht werden.